# 20219 Brianstone
20219 Brianstone este un asteroid din centura principală de asteroizi.

## Descriere
20219 Brianstone este un asteroid din centura principală de asteroizi. A fost descoperit pe 6 aprilie 1997 la Socorro, New Mexico, în cadrul proiectului LINEAR. Asteroidul prezintă o orbită caracterizată de o semiaxă mare de 2,65 ua, o excentricitate de 0,21 și o înclinație de 12,2° în raport cu ecliptica.